# Die sechs Diener

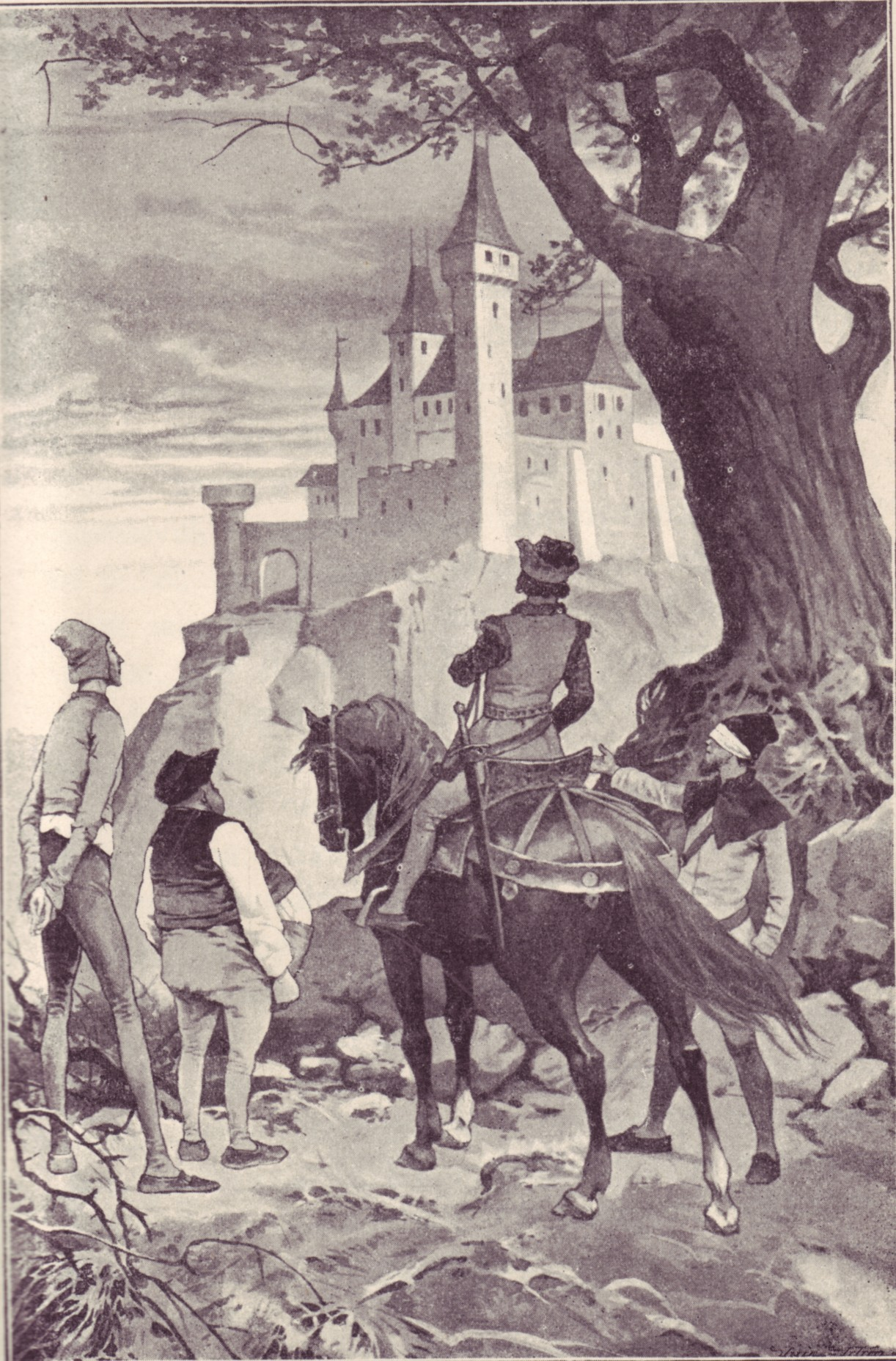
Illustration von Věnceslav Černý, 1902

Die sechs Diener ist ein Märchen (ATU 513A, 900). Es steht in den Kinder- und Hausmärchen der Brüder Grimm an Stelle 134 (KHM 134).

## Inhalt
Eine zauberkundige, böse Königin lockt mit dem Versprechen, ihre Tochter demjenigen zu geben, der ihre Aufgaben löst, viele Freier ins Verderben. Ein Königssohn, der um die Tochter als „schönstes Mädchen unter der Sonne“ freien möchte, wird von seinem Vater zurückgehalten. Nachdem der junge Mann sieben Jahre lang krank darniedergelegen hat, erlaubt der Vater ihm, sich auf den Weg zu machen.
Unterwegs stellt der Königssohn sechs Diener mit außerordentlichen Fähigkeiten ein: 1. einen extrem Dicken, 2. einen extrem Langen, 3. einen Horcher, 4. einen, der alles durchschaut, 5. einen mit verbundenen Augen, dessen Blick alles sprengt, und 6. einen, der es „mitten im Eis vor Hitze und mitten im Feuer vor Kälte“ nicht aushalten kann.
Am Hof der bösen Königin erfüllt der Königssohn drei Aufgaben: Er holt mit Hilfe des alles durchschauenden Dieners, des Dicken und des Langen den Ring der Königin aus dem Roten Meer, er verspeist 300 Ochsen und trinkt 300 Fässer Wein unter Mithilfe des Dicken, und er verbringt die Zeit von Abend bis Mitternacht mit der Königstochter in einer Kammer, wobei es zu Komplikationen kommt (der Königssohn schläft ein, die böse alte Königin entführt die Tochter, der Horcher hört sie in einer Felsenhöhle klagen, der Lange bringt den mit dem Sprengkraft-Blick hin und bringt die Königstochter zurück vor Mitternacht).
Die erzürnte Königin hetzt nun ihre Tochter gegen den vermeintlich unwürdigen Freier auf, so dass diese noch eine Aufgabe stellt: Sie errichtet einen gewaltigen Scheiterhaufen, auf dem entweder der Bräutigam oder ein Diener ausharren müssen. Diesmal löst der, dem es im Feuer kalt wird, die Aufgabe.
Mit der Braut begibt sich der erfolgreiche Königssohn, der immer noch seine Identität geheim hält, auf den Heimweg. Die böse Königin entsendet ein Heer, das die Diener besiegen. Dann gelangt das Paar zu einem Schweinehirten. Hier stellt nun der Königssohn der Braut eine Aufgabe: Er gibt sich als Sohn des Schweinehirten aus und erhält diese Lüge eine Woche lang aufrecht. Schließlich wird die Braut aufs königliche Schloss gebracht, wo sich ihr der Bräutigam als Königssohn offenbart. Nun wird die Hochzeit gefeiert.

## Herkunft und Parallelen

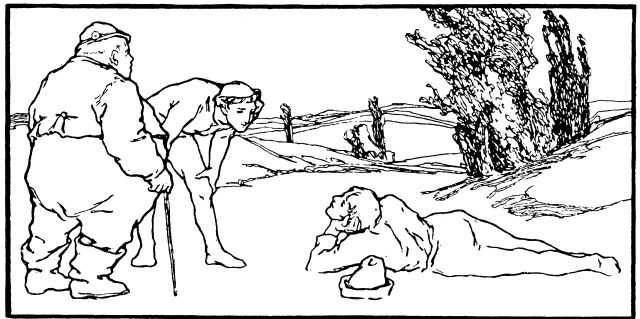
Illustration von Otto Ubbelohde, 1909

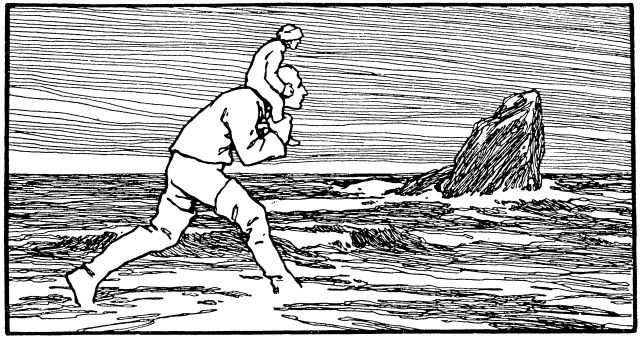
Illustration von Otto Ubbelohde, 1909

Die Kinder- und Hausmärchen der Brüder Grimm enthalten das Märchen „aus dem Paderbörnischen“ (Familie von Haxthausen) ab der 1. Auflage des zweiten Teils (1815, da Nr. 48) an Stelle 134. Ihre Anmerkung verweist noch auf jene zu dem sehr ähnlichen Märchen KHM 71 Sechse kommen durch die ganze Welt, außerdem auf die Hymiskviða der Edda (Strophe 12) sowie Villemarqués „Contes bretons 2, 120“. Vgl. auch KHM 22 Das Rätsel, KHM 114 Vom klugen Schneiderlein, KHM 191 Das Meerhäschen, KHM 85b Prinzessin mit der Laus, Bechsteins Der Hasenhüter und die Königstochter, zu den Wunderhelfern Der Geiger und seine drei Gesellen in Johann Wilhelm Wolfs Deutsche Hausmärchen, in Giambattista Basiles Pentameron III,8 Der Dummling, ferner I,5 Der Floh.
Große Ähnlichkeit mit Die sechs Diener hat das russische Märchen Das fliegende Schiff. Dessen Protagonist Iwanuschka dürfte allerdings deutlich in einer früheren Lebensphase als der Königssohn stecken. Er löst die Aufgaben des Zaren, schlägt aber die Zarewna aus: „Sie gefiel ihm nämlich nicht“. Mit einer Ladung Goldes begibt er sich mit seinen Gefährten auf eine Insel. Die Bildung einer reinen Männergesellschaft verweist auf ein Lebensstadium, in dem eine relative Autonomie gewonnen wird, aber noch kein Interesse an Frauen besteht.
Eine Gruppe von Dienern, Helfern oder Gefährten, welche dem Protagonisten beistehen und in tiefenpsychologischer Deutung seine Potentiale und Fähigkeiten symbolisieren findet sich in mehreren Mythen:
- Im Perseus-Mythos ist an die Kyklopen zu erinnern.
- Iason wird in der Argonautensage von 50 Gefährten bei der Suche nach dem Goldenen Vlies unterstützt.
- In Tolkiens Der Herr der Ringe bildet sich um den Ringträger Frodo ein Kreis von Gefährten, der aus Hobbits, Menschen, Zwergen und Elben besteht.

Das Motiv der nacheilenden Feinde, die in den Fluten ertrinken, erinnert an den Auszug aus Ägypten.

## Interpretation

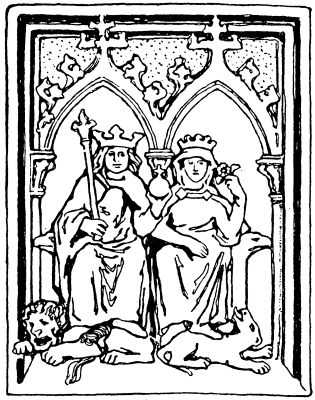
Illustration von Otto Ubbelohde, 1909

Das Märchen folgt dem Strukturmuster der Heldenreise mit fünf Stationen: 
- Wegen eines Mangels (Sehnsucht nach der schönen Tochter der Königin) bricht der Protagonist von daheim auf. Die sieben Krankheitsjahre verweisen dabei deutlich auf das Schema der Sieben Lebensalter, wobei hier die Pubertät (14 bis 21 Jahre) von Bedeutung ist.
- Der Protagonist sammelt Kräfte auf dem Weg, welche durch die sechs Diener personifiziert werden. Diese Figuren sind also nicht selbständig zu sehen, sondern können in einer Subjektale Märchendeutung als Persönlichkeitsteile des Helden betrachtet werden.
- Am fremden Königshof begegnet der Protagonist der Anima in zweierlei Gestalt von gefährlicher alter Zauberin bzw. Königin und begehrenswert schöner junger Braut. Dabei erinnert die Konstellation an die Beziehung von Herodias und Salome, mit einer Mutter, die zudem ihre Tochter übermäßig beschützt und vollständig isoliert (Gefangenschaft in der Felsenhöhle).
- Der Rückweg wird trotz Gefahren gut überstanden.
- Der Protagonist hat sich als ehetauglich erwiesen. Man könnte auch von „Integration der weiblichen Seite“ sprechen, die im Bild der Hochzeit ausgedrückt wird. Die Heldenreise endet also mit einer psychischen Transformation des Protagonisten auf einer höheren Stufe in der Persönlichkeitsentwicklung, die des autonomen, reifen Individuums.

Interessant erscheint, dass die insgesamt fünf Aufgaben, welche die verschiedenen Figuren stellen, eine Art Generalprobe zur Hochzeit darstellen. Da muss ein Ring beschafft werden, Symbol für die Bindungswilligkeit des Königssohns und Hinweis auf den Ringwechsel bei der Hochzeitszeremonie am Altar. Dann muss er eine Riesenmahlzeit halten in Analogie zum Hochzeitsmahl. Als drittes muss er bis Mitternacht die Braut behüten, ein Verweis auf die Gefahren der Hochzeitsnacht, die hier besonders gut überstanden werden, weil der Bräutigam die Braut aus ihrer seelischen Isolation befreien kann. Die Feuerprobe, welche die Prinzessin verlangt, verweist auf einen ersten Ehestreit, bei dem die Flammen der Leidenschaft auflodern, aber der Partner einen „kühlen Kopf“ bewahrt: Der Diener, dem im Feuer kalt und im Eis heiß wird, personifiziert das Potential des Ausgleichen-Könnens, „cool bleiben“, wo andere sich erhitzen und streiten, und „Herzenswärme“ zeigen, wo die Stimmung zwischenmenschlich zu eisig wird ... Die letzte Probe beim Schweinehirten, welche der Bräutigam der Braut abverlangt, ist eine Prüfung, ob die Prinzessin es ernst mit der Ehe meint und dem Mann „in guten wie in schlechten Tagen“ die Treue hält.
Wie Walter Scherf bemerkt, ist die Auseinandersetzung, anstatt wie in KHM 71 Sechse kommen durch die ganze Welt auf die Vatergestalt, hier auf die Frau gerichtet, und dazu das Schweinehirtenmotiv tiefster Erniedrigung auf sie übertragen, das sonst in Märchen vom scheinbar missratenen Sohn vorkommt, wie Von Jura Pacúch (Jaromír Jechs Tschechische Volksmärchen, Nr. 60), Hans, der Grafensohn, und die schwarze Prinzessin (Ulrich Jahns Volksmärchen aus Pommern und Rügen, Nr. 16). Vgl. KHM 52 König Drosselbart, Basiles IV,10 Der bestrafte Hochmut.

## Zeichentrickserie
- SimsalaGrimm, deutsche Zeichentrickserie 1999, Staffel 1, Folge 6: Die sechs Diener.